# Zilingia sibirica
Zilingia sibirica är en svampart som beskrevs av Petr. 1934. Zilingia sibirica ingår i släktet Zilingia, divisionen sporsäcksvampar och riket svampar.   Inga underarter finns listade i Catalogue of Life.